# Mellemamerika Komiteen
Mellemamerika Komiteen er en dansk solidaritetsorganisation, der støtter folkelige bevægelser i Nicaragua, Guatemala, El Salvador og Honduras. 
Komiteen sender hvert år solidaritetsbrigader (studie- og arbejdsophold)til Guatemala og Nicaragua, hvor danske unge efter et højskoleophold i Danmark bor og arbejder sammen med fattige bønder og byfamilier i ca. tre måneder.
Komiteen driver for tiden (december 2007) to udviklingsprojekter i samarbejde med mellemamerikanske folkelige organisationer: 
- Maquilaprojektet, et undervisningsprojekt for tekstilarbejdere i frihandelszoner i Honduras, Guatemala og Nicaragua, med støtte fra Operation Dagsværk.

- PROMAT 2 projektet, der støtter bondekooperativer (andelsforeninger) i Matagalpa i det nordlige Nicaragua med organisatorisk og økonomisk udvikling, med støtte fra DANIDA.

Komiteen driver desuden Mellemamerikaindsamlingen, der støtter folkelige kampe og initiativer i Mellemamerika med mindre beløb.
Komiteen har cirka 250 medlemmer, der er organiseret i en række arbejdsgrupper samt i lokalgrupper i København, Århus, Odense og Managua. Komiteen har et årligt landsmøde, der vælger foreningens daglige ledelse, forretningsduvalget. Forretningsudvalget støttes af en projektgruppe, som består af reprøsentanter for alle grupper, der har konkret arbejde i Mellemamerika, og som koordinerer komiteens projektarbejde.
Mellemamerika Komiteen blev stiftet i 1980 som Nicaragua Komiteen som en samling af de danske kræfter til støtte for den sandinistiske revolution i Nicaragua. Efter sandinisternes valgnederlag i 1990 udvidede komiteen sit arbejdsfelt til hele Mellemamerika, i takt med fredsprocesserne i El Salvador (1993-) og Guatemala (1996-). I 1994 skiftede organisationen navn til Mellemamerika Komiteen. 

## Ekstern henvisning
- Mellemamerika Komiteen